# Zaraza w Poznaniu (1585)
Zaraza w Poznaniu – epidemia nieznanej choroby (tzw. morowe powietrze), która miała miejsce w Poznaniu latem 1585. 
Epidemia wybuchła w środku lata w dzielnicy żydowskiej i prawdopodobnie została przywleczona ze Śląska. W mieście powstała panika i w ciągu tygodnia wyjechało z niego ⅔ ludności. Zbiegli m.in. jezuici oraz uczniowie ich kolegium, którym gościny udzielił opat cysterski z Wągrowca - Wojciech Zajączkowski (umożliwiono tam m.in. kontynuowanie nauki). W mieście zorganizowano szybką i sprawną opiekę lekarską, mimo że burmistrz również zbiegł, udając się do Warszawy. Działał jedynie wyznaczony przez niego zastępca. Poznańskich medyków wspomagali wynajęci za miejskie pieniądze cyrulicy: Jerzy Creigieihorn z Gdańska i Gerhard Schtichling z Kolonii. Mimo tego podczas klęski zmarło około 3000 osób - głównie biedoty z przedmieść poznańskich, która była niedożywiona. Przyczyną śmierci części z tych ludzi był głód, a nie bezpośrednio zaraza.